# Pseudacidalia albicosta
Pseudacidalia albicosta är en fjärilsart som beskrevs av Moore 1885. Pseudacidalia albicosta ingår i släktet Pseudacidalia och familjen nattflyn. Inga underarter finns listade i Catalogue of Life.